# 浅田平子
浅田平子（あさだひらこ）は、愛知県日進市の地名。現行行政地名は浅田平子一丁目から三丁目。

## 地理
日進市南西部に位置し、東は浅田町・藤塚、西および北は浅田町、南は東郷町大字和合に接する。

## 歴史

### 人口の変遷
国勢調査による人口および世帯数の推移。
| 2020年（令和2年） | 1004世帯 2518人 |  |

### 沿革
- 2011年（平成23年）10月11日 - 浅田町の一部（平子の全域）より、浅田平子一丁目～三丁目が成立[1]。

## 交通
- 名鉄豊田線
- 愛知県道219号浅田名古屋線
- 国道153号

## 施設
- 中央可鍛工業
- 日進南病院
- 国宏寺

### WEB
1. ↑  “愛知県日進市の町丁・字一覧”.   人口統計ラボ. 2024年3月26日閲覧。
2. 1 2  総務省統計局 (2022年2月10日). “令和2年国勢調査の調査結果(e-Stat) - 男女別人口，外国人人口及び世帯数－町丁・字等” (CSV). 2023年8月2日閲覧。
3. ↑  “愛知県日進市の郵便番号一覧”.   日本郵便. 2024年3月26日閲覧。
4. ↑  “市外局番の一覧” (PDF).   総務省 (2022年3月1日). 2022年3月22日閲覧。
5. ↑  “ナンバープレートについて”.   一般社団法人愛知県自動車会議所. 2024年1月21日閲覧。

### 書籍
1. ↑  『広報にっしん No.681』日進市、2011年10月1日、14頁。